# 戴念祖
戴念祖（1942年—），男，福建长汀人，中国物理学史学家，中国科学院自然科学史研究所研究员。